# 大溝城
大溝城（おおみぞじょう）は、滋賀県高島市にあった日本の城。別名は高島城。鴻溝城（こうこうじょう〈こうこじょう〉）、鴻湖城（こうこじょう）とも称された。大溝城跡は高島市の史跡に指定されている。そのほか2015年（平成27年）に、国の重要文化的景観に選定された「大溝の水辺景観」の重要な構成要素として、大溝城跡や旧城下地区などが含まれる。「大溝の水辺景観」は、「日本遺産」に認定された「琵琶湖とその水辺景観 - 祈りと暮らしの水遺産」の構成文化財に選定されている。

## 概要

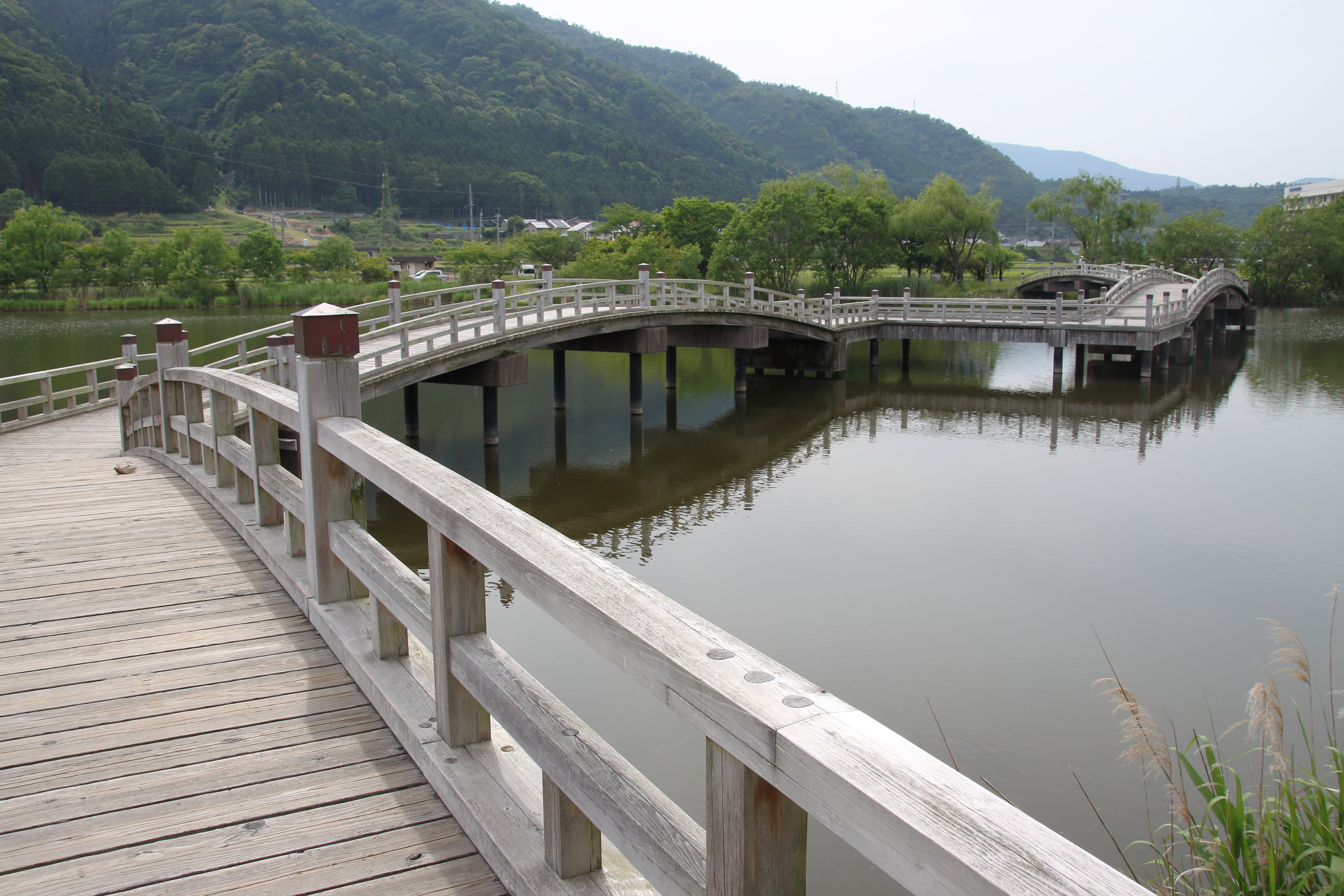
乙女ヶ池畔

大溝城は、琵琶湖西岸の大溝（高島市勝野）に位置した平城である。大溝（勝野）の地は、京都から若狭、越前、北陸諸国に通じる古代北陸道（西近江路）にあり、この辺りが駅路の三尾駅に比定され、同じく琵琶湖の湊（停泊地）であった勝野津（大溝湊〈大溝港〉）は、海路11里（約43km）の塩津と海路10里（約40km）の大津の間に位置し、西岸の要港であった。城はこの水陸交通の要衝に築かれた平城であり、琵琶湖と内湖である洞海（どうかい〈乙女ヶ池〉）の水域を利用した水城であった。
織田信長により天正4年（1576年）に安土城（近江八幡市安土町）が築かれると、天正6年（1578年）（天正9年〈1581年〉とも）、新庄城（高島市新旭町新庄）に居城し、高島郡を与えた信長の甥（弟・織田信行〈信勝〉の長男）織田（津田）信澄に、対岸約18キロメートルの大溝に築城させた。文政7年（1824年）の『鴻溝録』によれば、城の縄張（設計）は明智光秀によるといわれる。大溝城の築城により、信長の安土城のほか、明智光秀による坂本城（元亀2年〈1571年〉）羽柴秀吉による長浜城（天正2年〈1574年〉）とともに琵琶湖の四方に城を配置することで、近江の水運、琵琶湖の制海権を掌握した。
天正10年（1582年）6月2日、明智光秀の謀反（本能寺の変）により、光秀の娘を妻とする大溝城主の信澄に嫌疑がかかり、6月5日、大坂城で自害に追い込まれるに至った。信澄の死後、大溝城主は、数年のうちに丹羽長秀、加藤光泰、生駒親正、京極高次らへと移り変わり、やがて大溝城は解体されて、部材は水口岡山城（甲賀市）に移された。江戸時代、元和5年（1619年）に分部光信が大溝藩の初代藩主となると、旧城郭内に陣屋（大溝陣屋）が設置され、総門を設けて、武家屋敷地や旧城下の町人地が整備された。今日現存する総門は、市指定文化財となる。

## 歴史
戦国時代、信長の侵攻まで、高島郡の拠点は応仁年間（1467-1469年）に創建され、高島氏（佐々木越中氏〈高島越中家〉）の居城であったといわれる清水山城（高島市新旭町）であった。また、琵琶湖畔の勝野の間近に位置する長宝寺山（長寶寺山〈長法寺山〉標高約370メートル、比高約285メートル）の廃寺跡に、永正2年（1505年）、高島玄蕃允により築かれた打下城（うちおろしじょう、別名・大溝古城）があった。信長が元亀年間（1570-1573年）に高島郡を攻略した際、この城主は林員清（はやしかずきよ、林与次左衛門〈與次左衛門〉員清）であり、浅井氏のもとにあったが、元亀3年（1572年）頃には信長についたものとされる。

### 安土桃山時代
織田（津田）氏
大溝城を築いた織田（津田）信澄は、父・信行（信勝）が信長への謀反により誅殺された後、柴田勝家のもとで養育された。その後、高島郡新庄に元亀2年（1571年）（天正元年〈1573年〉ないし天正2年〈1574年〉とも）より居城した磯野員昌の養嗣子にされたが、天正6年（1578年）2月、員昌の突然の出奔（逐電）により所領が与えられ、大溝城主として新庄から居城を移した。しかし、天正10年（1582年）の本能寺の変により、明智光秀の娘婿であった信澄は共謀を疑われ、大坂城千貫櫓において襲撃を受け、自決した。
丹羽氏
天正10年（1582年）、信澄が織田信孝（信長の三男）と丹羽長秀により大坂城で討伐された後、若狭に加えて近江の高島郡と滋賀（志賀）郡（坂本城）を得た丹羽長秀が大溝城の城主となり、植田（上田）重安を代官として入城させた。
加藤氏
天正11年（1583年）、羽柴秀吉が賤ヶ岳の戦いにおいて勝利した後、高島郡の一部が秀吉の直轄領になると、加藤光泰を大溝城主に就かせた。
生駒氏
天正13年（1585年）、加藤光泰は美濃の大垣城（岐阜県大垣市）に転封（てんぽう）し、秀吉により6月、生駒親正が新たに播磨から入封（にゅうほう）して大溝城主となる。そして翌天正14年（1586年）に伊勢の神戸城（かんべじょう、三重県鈴鹿市）に転封し、再び秀吉の直轄となると、芦浦観音寺（草津市）に代官を務めさせた。
京極氏
天正15年（1587年）、北近江からの系統を継ぐ京極高次が大溝城主となり、浅井長政の次女・初（はつ）を正室に迎えると、天正18年（1590年）の小田原征伐後、八幡山城（近江八幡市）に転封するまで大溝城に居城した。
天正18年（1590年）、織田三四郎が城主となった後、再度秀吉の直轄領に移ると、吉田修理が代官として治めた。なお、織田家時代については、織田信雄の改易を受けて嫡男の秀雄に大溝城が与えられたとする説もある。文禄4年（1595年）には、岩崎掃部佐が治めたという。文禄4年（1595年）頃、大溝城は解体されて、多くが水口岡山城に移築されたといわれるが、これを天正13年（1585年）や慶長8年（1603年）とする説もある。

### 江戸時代
元和5年（1619年）8月27日、伊勢上野（三重県津市河芸町）の分部光信が石高2万石の初代大溝藩主として入部すると、西側の三ノ丸に陣屋（大溝陣屋）を構え、元和元年（1615年）の一国一城令により廃城とされた大溝城下を、総門を境に、武家屋敷地と町人地を分画して再整備した。

### 明治時代
分部光貞（10代藩主・分部光寧の養嗣子）が天保2年（1831年）3月に11代大溝藩主になった後、時を経て明治維新を迎える。明治2年（1869年）6月23日、版籍奉還に従い、光貞は初代大溝藩知事（知藩事）となったが、明治3年（1870年）4月に病死。7月に分部光謙が7歳で相続し、2代藩知事となるが、翌明治4年（1871年）6月23日に藩知事を辞任して解藩し、大溝藩は大津県に編入された。陣屋（御殿）の建物は払い下げられて取り壊された。1878年（明治11年）9月、旧陣屋（大溝藩庁前庭）跡に分部歴代藩主を祀る分部神社が建立された。

### 昭和時代
1965年（昭和40年）頃、公立病院建設の際、江戸時代（1690年代）の焼塩壺数点が発見されたことが大溝城遺跡調査の始まりとなる。1983年（昭和58年）、高島町教育委員会の本丸の調査により、安土城と同型の軒丸瓦が発掘され、二ノ丸跡の南東隅で石垣の基底部も検出された。

### 平成時代
1996年（平成8年）3月、高島町指定文化財に指定される。2013年（平成25年）度より高島市教育委員会によって本丸の石垣の測量が開始された。2015年（平成27年）1月26日、国の重要文化的景観に「大溝の水辺景観」が選定され、大溝城跡はその重要な構成要素とされる。同年12月、本丸北端部より堀の船着場を示唆するような石垣の遺構が認められた。2018年（平成30年）3月には、本丸の北部・南西部6か所より外郭にあたる石垣跡が確認され、その規模が推定されるとともに、石垣の構築方法を知る手掛かりを示す遺構が発見された。さらに同年、本丸と二ノ丸をつなぐ土橋が確認された。

## 構造
大溝城は、標高86メートル、琵琶湖西岸に位置する内湖である洞海、現在の乙女ヶ池を利用して取り囲むように築いた水城である。縄張の規模は東西600メートル、南北1000メートルとされる。本丸の南側に二ノ丸、西側には三ノ丸があり、堀で鍵型に囲むように配置されていた。また、本丸の北側および北の湊の東側に面して同じく鍵型に囲むように武家屋敷地があった。
今日、本丸天守台の石垣を除いて、周囲の堀や二ノ丸、三ノ丸一帯は埋め立てられているが、史料として「織田城郭絵図面」（滋賀県立安土城考古博物館寄託）、寛文4年（1664年）の「大溝城下古図」（高島歴史民俗資料館寄託）に当時の様相が描かれ、「大溝古城郭之絵図」（磯野家蔵）、それに享保17年（1732年）の「大溝旧図」（個人蔵）などが知られる。

### 本丸

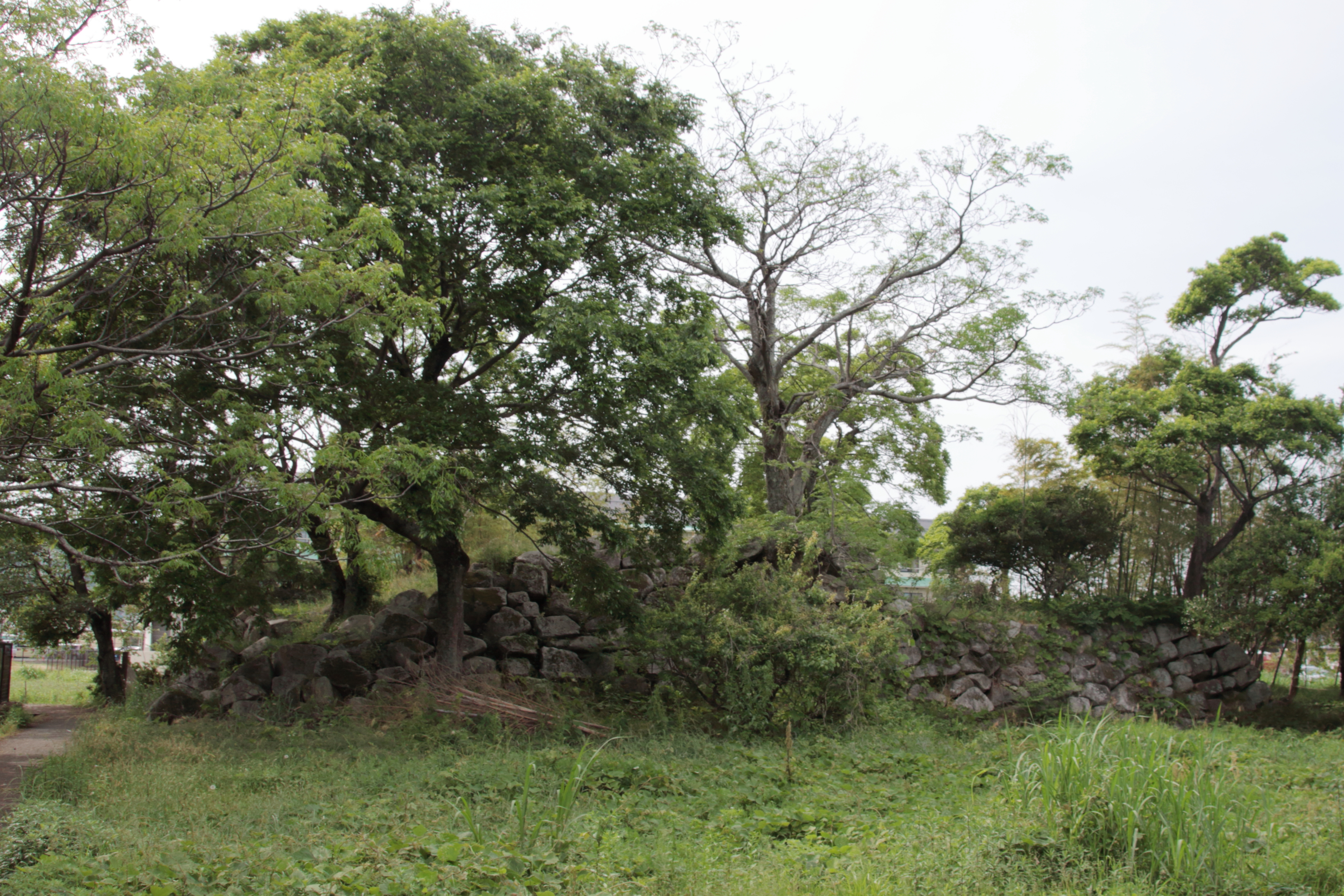
本丸天守台石垣跡

本丸はおよそ正方形で、東西30間（約54m）、南北32間（約57.6m）であったとされ、発掘調査により東西約55メートル（約52m〈約58m〉）、南北約60メートル（約57m）、面積約3300平方メートルであったと推定された。天守台のある南東端以外の三隅には隅櫓が置かれていた。本丸の外郭を形成する石塁は、高さ約1-1.5メートル、幅2-3メートルであったとされ、本丸の地表の高さは湖面より約1メートルであることから、波の浸食の影響に対するものと考えられる。また、本丸の北端部で発見されたほぼ直角に曲がる石垣は、階段状であることから、そこに琵琶湖に直接通じる船着き場があったとも考えられる。
本丸外郭の石垣の基底下部からは、沈下を防ぐ胴木（どうぎ）が検出されており、また、大きな石材の間をぐり石（割栗石）で埋めて固定する安土城と同様の構築方法が認められている。石垣は、比良山地の「石きり」の石材が使用されたと打下に伝わるほか、沖島（沖の島）方面から湖上を筏によって運搬されたとも伝えられる。
天守台は、本丸の南東部に位置し、東西24メートル、南北29メートル。高さ（比高）約5メートル（最高部6.5m）となる。天守台の石材は花崗岩で、野面積みであるが、保存状態が良好な西側中央角の石垣は算木積みで補強されている。また、天守台周辺より信長の安土城と同じ文様（同笵）の軒丸瓦・軒平瓦が検出されている。

### 二ノ丸
二ノ丸は城の南側に位置し、東西92間（約165.6m）、南北29間（約52.2m）であった。本丸の南側より二ノ丸に通じる幅約7メートルの土橋があり、その東西両側に堀を遮る石垣があったことが発掘により確認された。

### 三ノ丸
城の西側の三ノ丸は、東西46間（約82.2m）、南北60間（約108m）であった。江戸時代には、旧三ノ丸に陣屋（御殿）が設定された。現在、そこには分部神社が建立されている、

### 陣屋と城下
江戸時代に城が廃されると、郭内の大溝陣屋とともに武家屋敷地を含む惣郭と称する曲輪が備えられ、惣郭内（総じて郭内とも）は東西4町余り（約440m）、南北2町余り（約220m）。本丸跡は射的場に使用された。武家屋敷地の周りは土塀で囲まれて、総門（惣門〈摠門〉）とともに、北門（不浄門）、西門、南門が置かれた。その北側には総門によって分画された町人町が整備された。総門は宝暦5年（1755年）に大修理がなされて以来、改変されながら現在に至っている。総門より北側の町人地は、大溝城の城下町を更新して整備され、東西約3-4町（約330-440m）、南北11町（約1280m）におよんでいた。20町名が知られるなか、長刀町・江戸屋町・蝋燭町・職人町・紺屋町といった町名が今に残る。